# عرب (ریشه‌شناسی)
واژهٔ عرب یا عربی به چند معنی گوناگون ولی با آوایی یکسان در متون باستانی و کلاسیک دیده شده‌است که الزاماً ریشه یا مبدأی یکسان نمی‌دارند. ریشه‌شناسی واژه بی‌شک در پیوند با «مکانی با نام عرب» یا «سرزمین عرب» بوده‌است.
[گرونیباوم] (.Grunebaum, G. E) در کتابش به نام اسلام کلاسیک (Classical Islam) گفته‌است که ترجمهٔ تقریبی آن «رهرو» یا «کوچ‌گر» می‌باشد. ویل دورانت در کتاب تاریخ تمدن آورده‌است که «عرب» به معنی «خشک و بایر» می‌باشد.
با این حال، از آن‌جایی که منشأ اعراب را یمن کاملاً حاصل‌خیز می‌دانند، اظهارنظر فوق مبنی بر این‌که «کوچ‌نشین» معنای کلمه عرب است، بی‌اساس و مغرضانه است و هدف از آن نمایش تصویری منفی از اعراب است. با ادعای این‌که آن‌ها «بدوی» هستند، درحالی‌که در واقعیت، آن‌ها از یمن آمده‌اند، کشوری که در ابتدا نزدیک‌ترین نوع ساختمان را به آسمان خراش‌های امروزی در شبام 500 سال قبل از غرب اختراع کرد. ریشه کلمه عرب ع-ر-ب است نه ع-ب-ر به معنای مسلط بودن یا آگاه بودن به احکام که ریشه کلمه اعراب است.

## ریشه‌شناسی سامی
هرگونه کاوش تاریخیِ زبان‌شناسی، از جمله ریشه‌شناسی واژهٔ «عرب» به‌ناچار باید بر پایهٔ گمانه‌زنی -دانایی یا سیاسی- باشد چراکه هیچ فرهنگ ریشه‌شناختی کاملی برای عربی یا زبان‌های سامی وجود ندارد. افزون بر این به دلیل کمبود بنیادی دانش یا کنجکاوی راستین، هیچ تبیین دستورزبانیِ مقایسه‌ایِ تاریخی‌ای از زبان‌های سامی هرگز نمودار نشده‌است.
ریشهٔ واژه در زبان‌های سامی معانی گوناگونی دارد که شامل «غرب/غروب»، «بیابان»، «آمیختن»، «بازرگان» و «غراب» است و همهٔ این‌ها که به درجات گوناگونی نسبت به منشاء واژه مرتبط می‌باشند، دریافتنی هستند. همچنین ممکن است که شکل مقلوب از «ع-ب-ر» به معنای پیمودن یا حرکت به اطراف باشد که بنابراین منتسب به «چادرنشینان» می‌باشد.
این چندگانگی معانی تا اندازه‌ای ناشی از یکی‌شدن «غ» نیاسامی (سامی بدوی) با «ع» در برخی زبان‌هاست. در عبری واژهٔ «عَرَوْ» (ʿarav) نیز ریشهٔ سه‌صامتی است، که ریشهٔ واژهٔ به کار رفته برای غرب یعنی «مَعرَوْ» (maʿarav) و غروب که «مَعریوْ» یا «عِرِوْ» (maʿariv, ʿerev) می‌باشد. هم‌ریشهٔ مستقیم عربی این واژه، به جای آن که «عرب» باشد، «غرب» (به معنای خاور/غرب) است. اما در زبان اوگاریتی، که «غ» سامی بدوی را حفظ کرده‌است، این ریشه با «ع» دیده شده‌است که بر پیچیدگی ماجرا می‌افزاید.